# Hans Löser (Erbmarschall, 1704)
Han(n)s Löser, seit 1745 Graf Löser (* 17. April 1704 in Dresden; † 16. Juli 1763 in Reinharz) war ein kursächsischer Konferenzminister, wirklicher Geheimer Rat und Erbmarschall der Kursachsen sowie Erb- und Gerichtsherr auf Reinharz und Klöden.

## Leben
Löser stammte aus der im Kurkreis ansässigen Adelsfamilie Löser. Er war der Sohn von Heinrich Löser und wurde 1745 in den Grafenstand erhoben. Es erfolgte seine Ernennung zum Kabinettsminister und wirklichen Geheimen Rat. Als Ältester Vertreter der gräflichen Löser-Linie war er zugleich Erbmarschall der Kursachsen. Er hinterließ vier Söhne, darunter Christian Friedrich Löser.